# Monika Koch-Müller
Monika Koch-Müller ist außerplanmäßige Professorin an der TU Berlin. Sie leitet die Sektion „Chemie und Physik der Geomaterialien“ am Deutschen GeoForschungsZentrum.

## Werdegang
Koch-Müller studierte Mineralogie, Chemie und Geologie von 1976 bis 1983 an der Freien Universität Berlin. Von 1984 bis 1989 promovierte sie an der Technischen Universität Berlin. Von 1990 bis 1996 war sie wissenschaftliche Assistentin an der TU Berlin. Von 1996 bis 1997 war sie im Rahmen eines Habilitationsstipendiums weiterhin an der TU Berlin. Von 1998 bis 1999 war sie wissenschaftliche Mitarbeiterin am Deutschen GeoForschungsZentrum. Von 2000 bis 2001 war sie Postdoktorandin am Geophysical Laboratory, Washington DC. Von 2001 bis 2015 war sie Senior Scientist am Deutschen GeoForschungsZentrum. Seit 2007 ist sie außerplanmäßige Professorin an der TU Berlin. Seit 2015 leitet sie die Sektion 3.6. „Chemie und Physik der Geomaterialien“ am Deutschen GeoForschungsZentrum.

## Auszeichnungen
Während ihrer Karriere erhielt Koch-Müller folgende Auszeichnungen:
- Ernennung zum Fellow of the Mineralogical Society of America, 2012[1]